# Phytomyza tropica
Phytomyza tropica este o specie de muște din genul Phytomyza, familia Agromyzidae, descrisă de Spencer în anul 1961. Conform Catalogue of Life specia Phytomyza tropica nu are subspecii cunoscute.